# Piotr Rakoski
Piotr Rakoski (ur. 26 września 1991 w Warszawie) – polski maszer.
Członek Kadry Narodowej PZSPZ. Przygodę ze sportem zaprzęgowym rozpoczął w 2003 roku.

## Ważniejsze osiągnięcia
- 2005 Mistrzostwa Świata IFSS w Lublińcu – I miejsce, klasa skooter z jednym psem, junior
- 2005 Mistrzostwa Polski Dryland, Wejherowo – Mistrz Polski Seniorów i Juniorów w klasie D0
- 2005/2006 – zdobywca Pucharu Polski Seniorów i Juniorów w klasie D0
- 2006 Mistrzostwa Polski, Jakuszyce – II wicemistrz Polski w klasie D1
- 11–12 września 2006 Mistrzostwa Europy ESDRA, Bakonybel (Węgry) wicemistrz Europy w klasie bikejoring
- 16–17 grudnia 2006 Mistrzostwa Polski Juniorów, Myślęcinek – Mistrz Polski Juniorów w klasie Bikejoring
- 17–18 marca 2007 Mistrzostwa Świata Juniorów IFSS, Jakuszyce – II wicemistrz Świata Juniorów w klasie Skijöring
- 17–18 marca 2007 Mistrzostwa Polski Juniorów, Jakuszyce – Mistrz Polski Juniorów w klasie Skijöring
- 2006/2007 – zdobywca Pucharu Europy ESDRA w klasie Bikejoring Juniorów
- 6–7 października 2007 Mistrzostwa Europy ECF Eurocanicross Volkingen (Niemcy) Mistrz Europy Juniorów w bikejoringu
- 2007 – zwycięzca Pucharu Polski w klasie Bikejoring Seniorów i Juniorów
- 7–9 grudnia 2007 3 miejsce w bikejoringu na Mistrzostwach Polski Seniorów w Szymbarku
- 8–10 lutego 2008 Mistrzostwa Polski Jakuszyce, tytuł Wicemistrza Polski Seniorów w Skijöringu